# Metaboliströrelsen

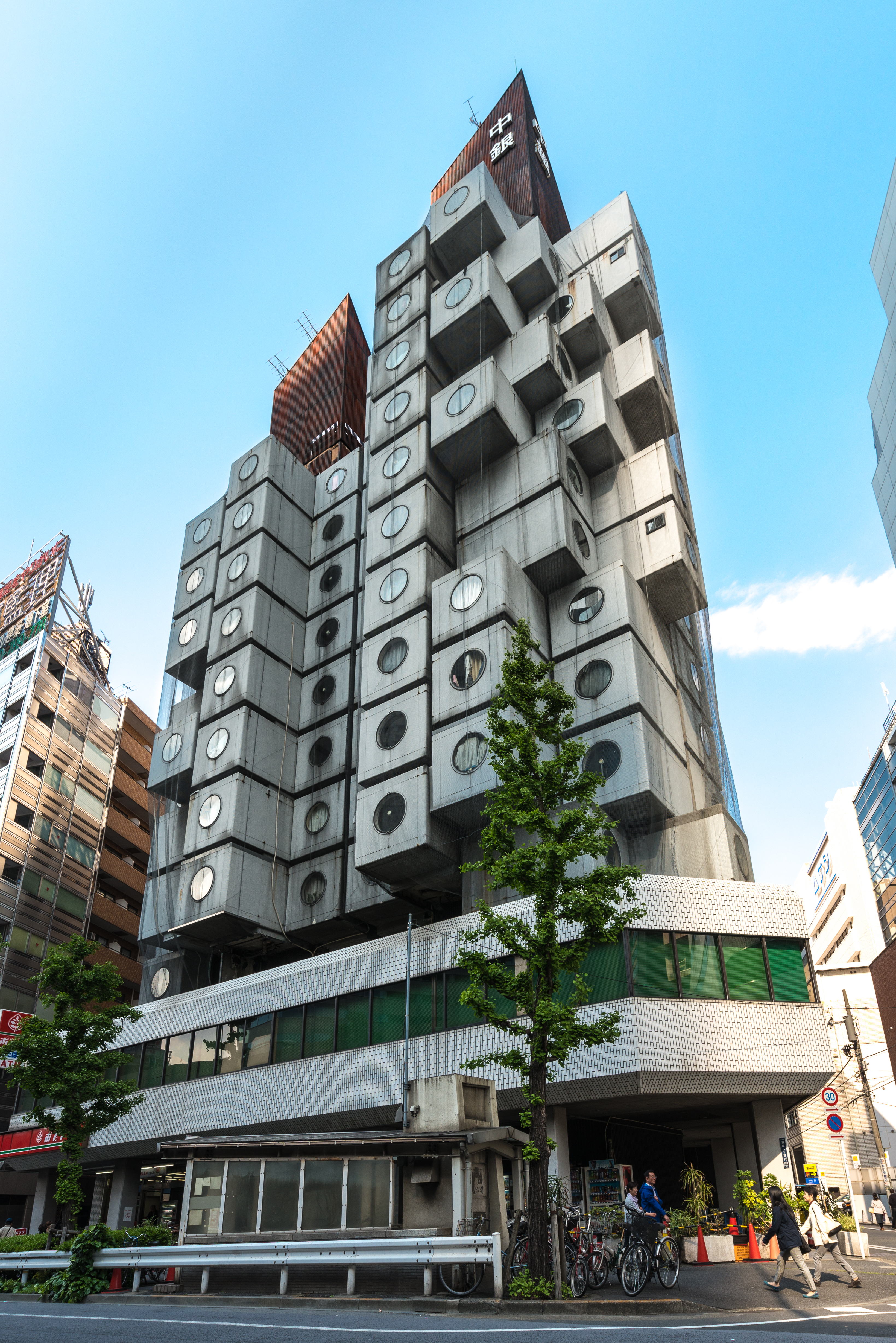
Nakagin Capsule Tower.

Metaboliströrelsen grundades i slutet 1950-talet av en rad arkitekter och stadsplanerare, som ett svar på den japanska överbefolkningen. Man såg staden som en levande organism som ständigt upplöstes och återskapades. Ett känt exempel på metabolistisk arkitektur är Nakagin Capsule Tower.

## Beskrivning
Den löst sammansatta metaboliströrelsen bestod av fem arkitekter, varav Kisho Kurokawa var den mest uppmärksammade. Grunden i sin byggnadsfilosofi hittade arkitekterna i den buddhistiska filosofins syn på symbiosen, som skiljde sig från den västerländska traditionen av dualism. Städer sågs som levande organismer som kontinuerligt genomgick en metabolistisk process, vilket betydde att de ständigt upplevde perioder av upplösning och återskapande. Istället för att hålla fast vid den traditionella stadsplanen ville man skapa ett öppet system som kunde förändras i takt med samhället. Att försöka bromsa storstädernas tillväxt som förut sågs inte längre som ett alternativ. Man såg visioner om ständigt växande "plug-in" megastrukturer som skulle kunna anpassas till stadsorganismens ständigt skiftande utvecklingsfaser.
Väldigt lite av metabolisternas tankar blev förverkligade, men ett av de mest kända exemplen är Kisho Kurokawas ungkarlstorn Nakagin Capsule Tower där de utbytbara kapslarna, påkopplade mot den vertikala stommen, blir till organismens celler. Rörelsen var samtida med och låg väldigt nära Archigrams arbeten.